# Be Mad
Be Mad è un canale televisivo spagnolo del gruppo Mediaset España Comunicación.

## Storia
Dopo che il Consiglio dei Ministri ha assegnato a Mediaset España Comunicación una delle tre licenze DTT ad alta definizione, assegnate il 16 ottobre 2015, insieme alle altre tre licenze in definizione standard, il gruppo ha lanciato dapprima Boing, successivamente Energy e finalmente ha annunciato il nome del canale definitivo Be Mad TV.
Il canale ha così iniziato le sue trasmissioni prima della scadenza del 28 aprile 2016, il 21 aprile 2016, come stabilito dalla scadenza legale fissata nelle specifiche per la concessione della licenza.